# 반노
반노는 1982년 공개된 대한민국의 영화이다.

## 배역
- 원미경 : 흥아 역
- 마흥식 : 윤진두 역
- 문태선
- 남수정